# Lamellidorsum
Lamellidorsum là một chi ruồi trong họ Syrphidae.